# پارامتر عدم قطعیت

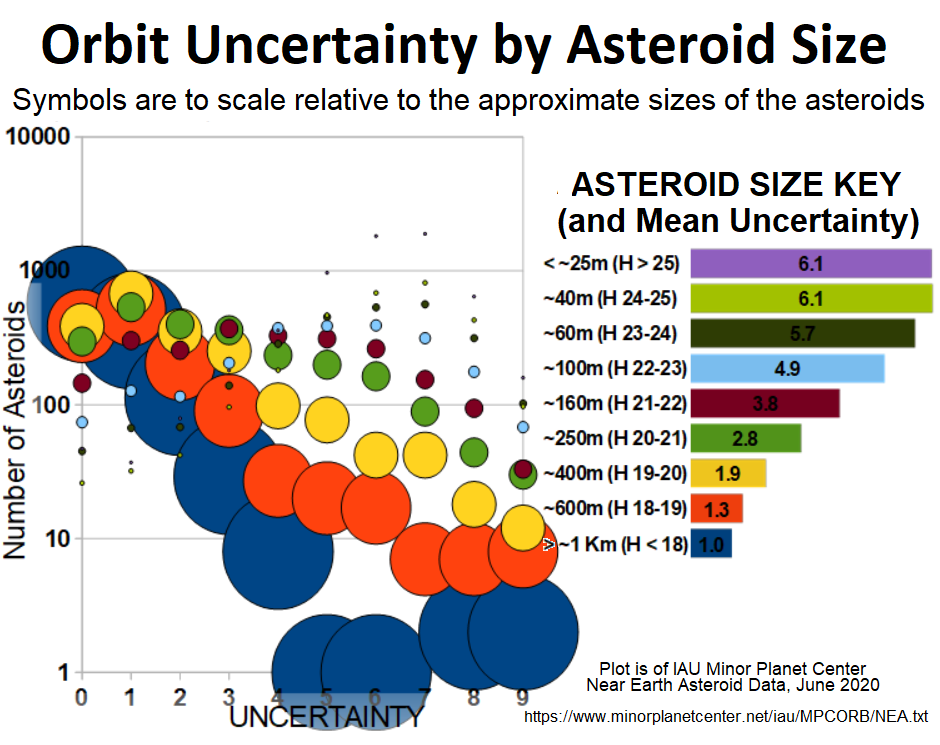
مدارهای (سیارک نزدیک زمینِ NEA) در کلاس کیلومتری به‌طور کلی شناخته‌شده هستند، تعداد کمی از آنها هم از بین رفته‌اند. با این حال، تعداد زیادی از NEAهای کوچکتر دارای مدارهای بسیار نامشخصی هستند.

پارامتر عدم قطعیت (انگلیسی: Uncertainty parameter) با نماد U پارامتری است که توسط مرکز بررسی ریزسیاره‌ها (MPC) ایجاد و معرفی شده‌است تا به‌طور مختصر عدم قطعیت یک راه حل مداری آشفته برای یک سیارک را مشخص کند.
این پارامتر یک مقیاس لگاریتمی از ۰ تا ۹ است که عدم قطعیت طولی پیش‌بینی شده
را در ناهنجاری میانگین سیارک پس از ۱۰ سال اندازه‌گیری می‌کند.هرچه این عدد بیشتر باشد، عدم قطعیت بیشتر می‌شود. پارامتر عدم قطعیت در مرورگر پایگاه پایگاه داده‌های اجرام کوچک(JPL's) به عنوان کد وضعیت نیز خوانده شده‌است.
مقدار U نباید به عنوان پیش‌بینی کننده عدم قطعیت در حرکت آینده اجسام نزدیک زمین مورد استفاده قرار گیرد.